# Gymnosporangium formosanum
Gymnosporangium formosanum är en svampart som beskrevs av Hirats. f. & Hashioka 1935. Gymnosporangium formosanum ingår i släktet Gymnosporangium och familjen Pucciniaceae.   Inga underarter finns listade i Catalogue of Life.